# Bronisław Chojnowski

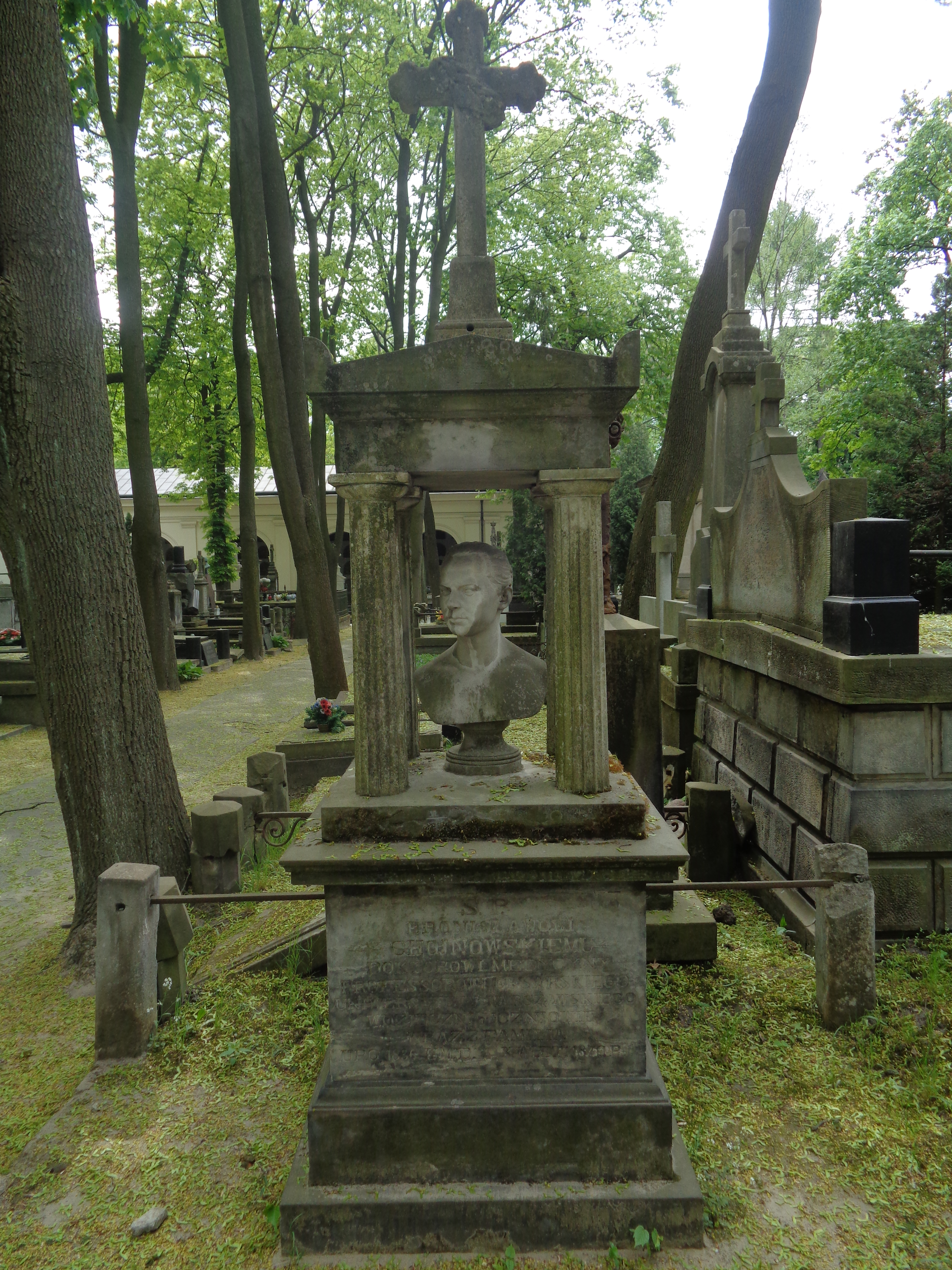
Grób Bronisława Chojnowskiego na cmentarzu Powązkowskim w Warszawie

Bronisław Chojnowski także Choynowski (ur. 3 maja 1836 w Murzyńcach, zm. 6 kwietnia 1870 w Warszawie) – polski lekarz, dermatolog, profesor kliniki terapeutycznej Szkoły Głównej Warszawskiej .

## Życiorys
Urodził się w 1836 roku, we wsi Murzyńce leżącej w powiecie zwinogrodzkim w guberni kijowskiej na terenie dzisiejszej Ukrainy ze związku Adama Choynowskiego oraz Felicji z domu Kozakowskiej .
Był członkiem Towarzystwa Lekarskiego Warszawskiego oraz profesorem kliniki terapeutycznej Szkoły Głównej Warszawskiej . Prowadził zajęcia z dermatologii w klinice chirurgicznej prof. Aleksandra Le Bruna w Szpitalu Dzieciątka Jezus oraz w Szpitalu Ujazdowskim u prof. Polikarpa Girsztowta .
Spoczywa na cmentarzu Powązkowskim w Warszawie (kwatera 20, rząd 1, grób 1).

## Publicystyka
Współpracował z wieloma czasopismami medycznymi, w których publikował swoje artykuły. Publikował w gazetach: „Pamiętnik Towarzystwa Lekarskiego Warszawskiego”, „Bibliotece Umiejętności Lekarskich” oraz „Gazecie Lekarskiej”, której był współzałożycielem. Opublikował :
- O oddechu krtaniowym, (1867),
- Odczyty, (1867),